# Bâtiment Kirkbride
Pour les articles homonymes, voir Kirkbride.

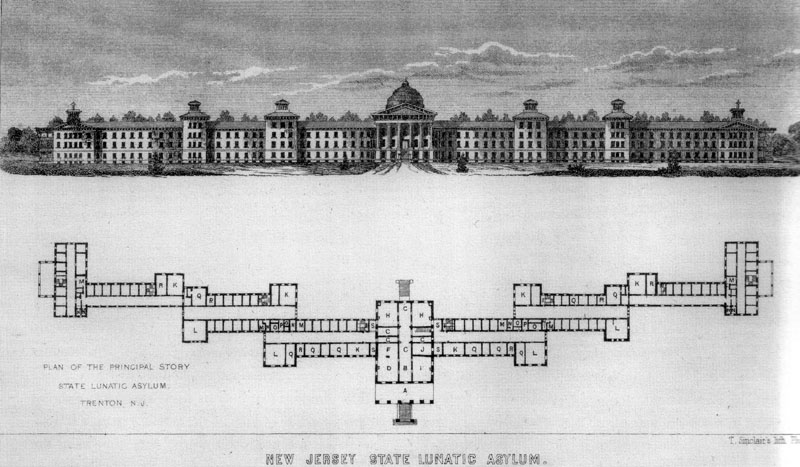
Hôpital psychiatrique de Trenton (New Jersey), un exemple de bâtiment Kirkbride

Durant la seconde moitié du XIXe siècle, l'État américain engage de fortes sommes d'argent pour la prise en charge des patients atteints de troubles mentaux. Ceux-ci passent progressivement de l'enfermement carcéral à la prise en charge thérapeutique en hôpital spécialisé.
Le Docteur Thomas Story Kirkbride (1809-1883) est un médecin psychiatre américain qui a eu une forte influence sur la conception des hôpitaux psychiatriques aux États-Unis dans la seconde moitié du XIXe siècle. Le terme de Kirkbride Building lui est associé. Selon ce médecin la construction même des bâtiments destinés à recevoir les patients a une influence sur la qualité des soins qui leur sont apportés. 
Un certain nombre d'hôpitaux psychiatriques construits entre 1850 et 1900 suivent ses recommandations. L'apport financier important des pouvoirs publics permit de bâtir des ensembles très luxueux pour l'époque.

## Description des principes des bâtiments de type «kirkbride»
- Les hommes et les femmes sont placés dans deux ailes de bâtiment différentes (pas de mixité, ce qui est nouveau pour l'époque)
- Les locaux administratifs sont au centre du bâtiment
- Les patients présentant les troubles les plus sérieux sont éloignés des bâtiments administratifs et des patients aux troubles plus légers.
- Kirkbride recommande de placer les hôpitaux dans un cadre naturel, loin de l'atmosphère viciée et bruyante de la ville.

## Déclin
Ces principes, après avoir connu un certain succès deviennent obsolètes au cours du XXe siècle. Les nouvelles thérapies, l'échec relatif de la « thérapie mentale » prônée par Kirkbride, et les coûts importants de maintenance des bâtiments finirent malheureusement (compte tenu de leur richesse patrimoniale) par entraîner l'abandon ou la destruction de ces bâtiments. 

## Principaux bâtiments Kirkbride
- 1847 New Jersey State Hospital à Trenton (New Jersey), le tout premier bâtiment Kirkbride[1]
- 1848 Jacksonville State Hospital à Jacksonville (Illinois) (appelé de nos jours le Jacksonville Developmental Center, toujours en service)
- 1848 Pennsylvania State Lunatic Hospital (alias Harrisburg State Hospital) à Harrisburg, PA (démoli vers 1910)
- 1853 Maryland Hospital for the Insane à Spring Grove, Catonsville, Maryland (démoli en 1963)
- 1854 Taunton State Hospital à Taunton (Massachusetts) (démoli en 2010)
- 1855 Dayton State Hospital (précédemment le Southern Ohio Lunatic Asylum) à Dayton (Ohio) (rénové et utilisé pour assisted living)
- 1856 Western State Hospital (anciennement Western Lunatic Asylum) Hopkinsville (Kentucky)[2]
- 1858 Northampton State Lunatic Hospital, Northampton (Massachusetts) (démoli en 2007)
- 1858 Kalamazoo Regional Psychiatric Hospital (anciennement Western Michigan Asylum for the Insane), Kalamazoo (Michigan)
- 1859 Dixmont State Hospital (alias Western Pennsylvania Asylum for the Insane) à Pittsburgh, PA (démoli fin 2005)
- 1860 The Institute of the Pennsylvania Hospital (alias Pennsylvania Hospital for the Insane Department for Males) Philadelphie
- 1861 Bryce Hospital, Tuscaloosa (Alabama) (encore en service de nos jours)
- 1861 Mount Pleasant State Hospital, Mount Pleasant, Iowa (fermé et démoli après avoir été ravagé par un incendie.)
- 1863 West Virginia Hospital for the Insane (alias Trans-Allegheny Lunatic Asylum), Weston (Virginie-Occidentale)
- 1868 Hudson River State Hospital for the Insane, Poughkeepsie, New York
- 1869 Danville State Hospital, Danville (Pennsylvanie)
- 1872 Northern Illinois State Mental Hospital, Elgin (Illinois) (plus tard appelé Elgin State Hospital), démoli en 1993[3],[4]
- 1873 Winnebago State Hospital, Oshkosh, Wisconsin (de nos jours appelé Winnebago Mental Health Institute, l'original de Kirkbride a été démoli partiellement entre 1950 et 1969)
- 1873 Independence State Hospital, Independence, Iowa (toujours en service et intact.)
- 1874 Athens Lunatic Asylum, Athens (Ohio) (rénové et utilisé à nouveau par l'Ohio University)
- 1874 Warren State Hospital, Warren (Pennsylvanie)[5] (toujours en service en tant que Warren State Hospital)
- 1875 Broughton Hospital, Morganton (Caroline du Nord) (Western North Carolina Insane Asylum. Est devenu The State Hospital at Morganton en 1890. En 1959 changea une nouvelle fois pour devenir le Broughton Hospital)[6] (toujours en service de nos jours)
- 1876 Greystone Park Psychiatric Hospital, Hanover (New Jersey) (la section Kirkbride a fermé en 2008 ; on ignore ce qu'il en adviendra. Les installations hospitalières ont été transférées dans un bâtiment plus récent, à proximité directe du "Kirk")
- 1877 Worcester State Hospital, Worcester (Massachusetts)  (démoli partiellement en 2007 ; reconstruction en cours comme hôpital dans un bâtiment "non-Kirkbride")[7]
- 1878 Danvers State Hospital, Danvers, Massachusetts (démoli en 2006)[8]
- 1878 Eastern Michigan Asylum for the Insane, Pontiac (Michigan) (démoli en 2000)
- 1880-1890 Buffalo State Hospital, Buffalo (New York) (dessiné par H.H. Richardson)
- 1883 Oregon State Hospital, Salem (Oregon) (partiellement en service de nos jours ; en 2010, les soins de santé sont en train d'être transféré vers de nouvelles installations.)
- 1883 Arkansas Lunatic Asylum, Little Rock, Arkansas (renommé en tant que Arkansas State Hospital for Nervous Diseases en 1905, il devint l'Arkansas State Hospital en 1933.  L'immeuble original a été démoli dans les années 1960.)[9]
- 1884 Clarinda State Hospital, Clarinda, Iowa (toujours en service et intact)
- 1885 Northern Michigan Asylum for the Insane, Traverse City, Michigan (partiellement rénové et utilisé en tant que copropriétés et bureaux)[10]
- 1890 Cherokee Mental Health Institute, Cherokee (Iowa) (toujours en service de nos jours)
- 1891 Sheppard Pratt Hospital, Towson, Maryland (toujours en service de nos jours)
- 1891 Eastern State Hospital, Medical Lake (Washington)
- 1895 Fergus Falls Regional Treatment Center, Fergus Falls, Minnesota (désaffecté, appartient à la municipalité)[11],[12]